# Elfenbenskystens fodboldlandshold
Elfenbenskystens fodboldlandshold er det nationale fodboldhold i Elfenbenskysten. Landsholdet bliver administreret af Elfenbenskystens fodboldforbund, Fédération Ivoirienne de Football. Dette fodboldforbund blev stiftet i 1960, og blev medlem af FIFA samme år. Deres hjemmebane hedder Stade Félix Houphouët-Boigny med plads til 55.000 tilskuere og er beliggende i Abidjan.
Elfenbenskysten vandt i 1992 det afrikanske fodboldmesterskab African Nations Cup. Holdet kvalificerede sig til VM-slutrunden i 2006, men nåede ikke videre end gruppespillet, da holdet tabte til Argentina og Holland.
| Fodbold | Spire Denne artikel om et fodboldlandshold er en spire som bør udbygges. Du er velkommen til at hjælpe Wikipedia ved at udvide den. |